# Crocus speciosus
Crocus speciosus là một loài thực vật có hoa trong họ Diên vĩ. Loài này được M.Bieb. miêu tả khoa học đầu tiên năm 1800.